# Amy Walsh
Amy Heather Walsh, née le 13 septembre 1977 à St-Bruno (Québec), est une ancienne joueuse dans l'Équipe du Canada de soccer féminin et avec les Comètes de Laval. Elle évolue au poste de milieu défensif.

## Biographie

### En club
Petite, Amy pratique des sports avec son frère ainé Ian et ses amis. Elle joue au soccer, au basketball, au baseball, au hockey avec les garçons qui sont plus âgés qu'elle. 
Adolescente, elle excelle avec le club de soccer Richelieu Valley High School. Elle est élue dans l'équipe d'étoile de la ligue régionale de soccer du Richelieu et nommée meilleure joueuse junior au Québec lors de la saison 1995. Étudiante au collège régional Champlain elle compétitionne dans plusieurs sports et gagne cinq médailles, (une d'or, deux d'argent et deux de bronze) de 15 à 17 ans. En 1996, Amy débute comme étudiante à l'université McGill à Montréal. Elle y joue pour l'équipe féminine de soccer, les Martlets. Elle est vite remarquée par des recruteurs et se fait offrir une bourse d'études pour aller jouer aux États-Unis, de 1997 à 1999 elle joue pour les Huskers de l'Université du Nebraska. Au cours de deux de ses trois saisons Amy est élue dans la première équipe d'étoile du All-Big 12 Conference. Elle est diplômée en Lettres et littérature de l'université du Nebraska en 1999. 
Professionnelle, elle joue pour le Fury d'Ottawa en 2003, pour le Xtreme de Montréal en 2004, et dans les Comètes de Laval de 2006 à 2009. Amy Walsh joue sa dernière saison en 2009. Elle donne naissance à un enfant en janvier 2010. Depuis, elle n'est ni revenue jouer dans l'équipe nationale du Canada, ni pour les Comètes de Laval.

## En sélection nationale
Elle joue dans la sélection canadienne des moins de 20 ans en 1996. Son premier match avec la sélection nationale canadienne se déroule à Ottawa contre la Chine, le 19 juillet 1998 (défaite 1-2) . Elle dispute dans la foulée le Championnat féminin de la CONCACAF qualificatif pour la coupe du monde 1999. Les États-Unis organisateur de la coupe du monde, ne participant pas à cette compétition, le Canada va en profiter en gagnant son premier trophée international, Amy Walsh jouant les cinq matchs dont celui face à Porto Rico conclu sur le score (record mondial) de 21-0 . En Coupe du monde, Amy jouera les trois matchs de poule de son équipe qui se fera éliminer au premier tour 
. L'année 2000 la verra faire sur le plan personnel, sa meilleure année en sélection puisqu'elle marque quatre buts. En 2002, elle dispute sa deuxième Gold Cup (qui remplace le championnat de la CONCACAF). Elle joue les trois matchs de poule gagnés facilement par son équipe (11-1 face à Haïti, 9-0 contre la Jamaïque et 3-0 face au Costa Rica) mais pas la suite de la compétition qui voit les États-Unis battre les Canadiennes en finale (2-1 a.p.). Le Canada se qualifie tout de même pour la Coupe du monde 2003 qu'elle ne disputera pas. Il s'écoulera presque trois ans avant de la revoir en sélection (contre les Pays-Bas le 19 avril 2005). En 2006, elle dispute sa troisième Gold Cup qui s'achève comme la précédente sur une défaite 2-1 après prolongation contre les États-Unis sur un penalty marqué à la dernière minute du match par Kristine Lilly. Le Canada se qualifie toutefois pour la Coupe du monde 2007 où Amy ne jouera qu'un rôle mineur (1 entrée en jeu pour 17 minutes jouées) ,, de plus, le Canada se fait éliminer dans les arrêts de jeu du dernier match de poule contre l'Australie en se faisant égaliser à 2-2. L'année 2007 aura également permis à Amy Walsh de disputer les Jeux panaméricains qui regroupe les pays de toute l'Amérique. Cette compétition s'achèvera à la troisième place après une défaite contre les États-Unis en demi-finale. Elle dispute sa dernière grande compétition internationale aux JO 2008 où le Canada se fera éliminer en quart de finale, par ce qui est son bourreau habituel, les États-Unis, sur une nouvelle défaite 2-1 après prolongation. Son dernier match international date du 12 mars 2009, lors d'un match de Cyprus Cup contre l'Angleterre (défaite 3-1 en finale) . Après avoir auparavant atteint plus tôt dans cette compétition, la barre des 100 matchs internationaux.
Amy Walsh totalise 102 matchs pour l'équipe nationale du Canada au cours de sa carrière pour 5 buts marqués.
Amy Walsh a disputé avec le Canada divers tournois internationaux qui se sont souvent achevés par des défaites en finale contre les États-Unis Peace Cup 2006 et 2008 et US Cup en 2000.

## Palmarès

### Compétitions internationales
- Vainqueur du Championnat féminin de la CONCACAF : 1998
- Finaliste de la Gold Cup féminine : 2002 et 2006
- Troisième des Jeux panaméricains : 2007

### Tournois internationaux amicaux
- Cyprus Cup
  - Vainqueur en 2008
  - Finaliste en 2009
- Finaliste de la Peace Cup : 2006 et 2008
- Finaliste de l'US Cup : 2000
- Troisième de la Pacific Cup : 2000

## Honneurs et distinctions

### Sélection
- Participante aux Jeux olympiques d'été : 2008
- Participante à la Coupe du monde de football féminin : 1999 et 2007

### Personnel
- Obtient la décoration Honorable-Mention Academic All-Big 12 (1999)
- College Soccer Online Third-Team All-American (1999)
- NSCAA First-Team All-Central Region (1999)
- Élue sur la première équipe d'étoiles First-Team Academic All-Big 12 Conference (1999)
- Élue sur la première équipe d'étoiles First-Team All-Big 12 Conference (1998, 1999)
- Soccer Buzz Honorable-Mention All-American (1998)
- NSCAA Second-Team All-Central Region (1998)
- Membre du Temple de la renommée (2017)[12]